# Tour del Mediterráneo (Turquía)
El Tour del Mediterráneo (llamado oficialmente: Tour of Mediterranean), es una carrera profesional de ciclismo en ruta por etapas que se realiza en Turquía, fue creada en el 2018 y recibió la categoría 2.2 dentro de los Circuitos Continentales UCI formando parte del UCI Europe Tour.

## Palmarés
| Año  | Ganador     | Segundo       | Tercero      |
| ---- | ----------- | ------------- | ------------ |
| 2018 | Onur Balkan | Batuhan Özgür | Timur Maleev |

## Palmarés por países
| País    | Victorias |
| ------- | --------- |
| Turquía | 1         |